# Aștept (album)
Aștept este al doilea album solo al lui Cream, lansat la data de 22 noiembrie 2003, la casa de discuri Roton.
Aștept include 11 piese și un club edit al piesei "Închide ochii". Pentru acest album, Cream a lucrat cu mai mulți producători și compozitori cunoscuți, cum ar fi Marius Moga, Sorin Danescu Vița de Vie, Vova Sergheev (Spitalul de Urgență), Mihai Ogășanu, Rareș Timiș (Impact).
Albumul a fost lansat printr-un eveniment special, joi, 11 decembrie 2003 la Clubul Confidențial.
Aștept înseamnă pentru Cream și o nouă imagine, o nouă casă producătoare și bineînțeles noi colaborări. Este prima dată pentru artistă când colaborează cu Marius Moga.
Primul single de pe album este piesa "Închide Ochii", interpretată împreună cu Marius Moga.

## Ordinea pieselor
Tracklist
| Nr.             | Titlu                               | Lungime |  |
| 1.              | „Închide ochii” (Feat. Marius Moga) | 3:50    |  |
| 2.              | „Sunt nebună”                       | 2:50    |  |
| 3.              | „Te visez mereu”                    | 2:46    |  |
| 4.              | „Baby, baby”                        | 3:46    |  |
| 5.              | „Lumea mea”                         | 3:40    |  |
| 6.              | „Crede în mine”                     | 3:39    |  |
| 7.              | „Febra”                             | 3:20    |  |
| 8.              | „Vreau”                             | 3:42    |  |
| 9.              | „Listen to my heart”                | 3:37    |  |
| 10.             | „Aștept”                            | 3:47    |  |
| 11.             | „Cânt pentru tine”                  | 4:19    |  |
| 12.             | „Închide ochii (Club edit)”         | 4:32    |  |
| Lungime totală: | Lungime totală:                     | 43:48   |  |